# توزیع و رشد جمعیت
توزیع و رشد جمعیت:جمعیت در سراسر جهان به صورت کاملاً نا منظمی پراکنده شده‌است. بیش از یک چهارم خشکی‌های جهان خالی از سکنه‌است یا تراکم جمعیت بسیار پایینی دارد. حداقل یک چهارم مناطق جهان نیز دارای جمعیتی با تراکم ۱۰ نفر در کیلومتر و بیشتر می‌باشد.

عمده تمرکز جمعیت در این نواحی به شرق آسیا و شبه قاره هند و اروپا تعلق دارد که بیش از نیمی از جمعیت جهان را در خود جای داده‌اند، چین و هند که در نقشهٔ جمعیت خود نمایی می‌کنند مجموعاً حدود دو پنجم جمعیت جهان را به خود اختصاص داده‌اند.
در خلال نیمه دوم قرن بیستم، جمعیت جهان با رشدی فزاینده و بیش از هر زمانی افزایش یافته‌است.
در حالی که تا سال ۱۸۰۴ جمعیت جهان هیچ گاه به مرز یک میلیارد نفر نرسیده بود. ۱۲۳ سال طول کشید تا در سال ۱۹۲۷ این میزان به دو میلیارد نفر برسد. سپس در عرض ۳۳ سال بعد یعنی در سال ۱۹۶۰ به سه میلیارد نفر و ۱۴ سال بعد به ۴ میلیارد و ۱۳ سال بعد به ۵ میلیارد و در سال ۱۹۹۹ از حد ۶ میلیارد نیز بیشتر شد. با این حال پیش بینی می‌شود که تا سال ۲۰۵۰ حدود ۳ میلیارد نفر به این عدد اضافه شود.
از سال ۱۹۵۰ رشد جمعیت به صورتی کاملاً نابرابر در قاره‌های جهان توزیع شده‌است. در حالی که تعداد جمعیت در طی ۵۰ سال گذشته به شدت افزایش یافته‌است و به طور مثال در نواحی توسعه نیافته، به ویژه جنوب و جنوب شرقی آسیا، تا ۸۹ درصد بر میزان جمعیت افزوده شده، جمعیت کشورها ی اروپایی تقریباً ثابت مانده‌است و نسبت افراد مسن و سالخورده به سرعت در این کشور رو به افزایش است. اگر چه چین و هند به تنهایی بیش از یک سوم جمعیت جهان را به خود اختصاص داده‌اند. اما بیشترین میزان رشد جمعیت متعلق به کشورهای نیمه صحرایی آفریقا است. آخرین داده‌های آماری در مورد رشد جمعیت کشورها حاکی از ادامه تقابل بین کشورهای پیشرفته و توسعه نیافته‌است. رشد سالانه یک و نیم درصد یا بیشتر در کشورهای آمریکای لاتین، افریقا و نیمه جنوبی آسیا کاملاً عادی است. تعدادی از کشورها نیز از مرز سه درصد گذشته‌اند که اگر به همین ترتیب ادامه پیدا کند جمعیت آنها در طی ۲۳ سال به دو برابر خواهد رسید.